# Tabrizi Ben Salah
Pour les articles homonymes, voir Ben Salah.
 (juillet 2022).
Tabrizi Ben Salah est un professeur de droit public à l'Université de Versailles-Saint-Quentin-en-Yvelines né en juillet 1942. Il y enseigne le droit international public.

## Principaux ouvrages
- L'Enquête internationale dans le règlement des conflits
- La République algérienne
- Le Droit de la fonction publique
- Les Institutions internationales